# Frank Oberle (père)
Pour les articles homonymes, voir Oberle.
Frank Oberle Sr., né le 24 mars 1932 à Forchheim et mort le 12 septembre 2024 à Squamish, est un homme d'affaires et homme politique canadien de la Colombie-Britannique.
Il est député fédéral progressiste-conservateur de la circonscription britanno-colombienne de Prince George—Peace River de 1972 à 1993.

## Biographie
Né à Forchheim (devenu un quartier de Rheinstetten) en république de Bade, Frank Oberle s'installe avec sa famille dans la Pologne occupée par l'Allemagne en 1941. Embrigadé dans les Jeunesses hitlériennes, il échappe à l'avancée de l'Armée rouge en traversant la Forêt-Noire. Rejeté par ses semblables, il immigre au Canada à l'âge de 19 ans et exerce les professions de bûcheron et mineur d'or.
Oberle commence en politique en devenant maire de Chetwynd avant d'être élu sur la scène fédérale en 1972. Réélu en 1974, 1979, 1980, 1984 et 1988, il prend sa retraite et ne se représente pas en 1993.
En 1985, Oberle devient le premier canadien d'origines allemandes à entrer au cabinet fédéral en tant que ministre d'État en Science et Technologie dans le gouvernement de Brian Mulroney. Ministre des Sciences lors du lancement du Canadarm, il occupe ensuite la fonction de ministre des Forêt de février 1990 à juin 1993. Il est rétrogradé du cabinet avec l'arrivée de Kim Campbell.
En 2004, il publie Finding Home: A War Child’s Journey to Peace ses mémoires à propos de son expérience durant la Seconde Guerre mondiale. La suite, A Chosen Path: From Moccasin Flats to Parliament Hill est publié la même année.
Son fils Frank Oberle Jr. siège à l'Assemblée législative de l'Alberta et occupe divers poste de ministres dans les gouvernements progressistes-conservateurs.

### Mort
Frank Oberle meurt le 12 septembre 2024 à Squamish en Colombie-Britannique à l'âge de 92 ans, soit deux semaines après Joan, sa femme pendant 71 ans, morte le 28 août,.